# Magyarország az 1995-ös fedett pályás atlétikai világbajnokságon
Magyarország a Barcelonában megrendezett 1995-ös fedett pályás atlétikai világbajnokság egyik részt vevő nemzete volt. Az ország a versenyen négy sportolóval képviseltette magát.

## Eredmények

### Férfi
| Versenyző      | Versenyszám | Selejtező | Selejtező | Döntő    | Döntő    |
| Versenyző      | Versenyszám | Eredmény  | Helyezés  | Eredmény | Helyezés |
| -------------- | ----------- | --------- | --------- | -------- | -------- |
| Bagyula István | Rúdugrás    | 5,60 m    | 14.       | kiesett  | kiesett  |

| Versenyző     | Versenyszám | 60 m | 60 m | Távolugrás | Távolugrás | Súlylökés | Súlylökés | Magasugrás | Magasugrás | 60 m gát | 60 m gát | Rúdugrás | Rúdugrás | 1000 m  | 1000 m | Végeredmény | Végeredmény |
| Versenyző     | Versenyszám | Idő  | Pont | Eredmény   | Pont       | Eredmény  | Pont      | Eredmény   | Pont       | Idő      | Pont     | Eredmény | Pont     | Idő     | Pont   | Pont        | Helyezés    |
| ------------- | ----------- | ---- | ---- | ---------- | ---------- | --------- | --------- | ---------- | ---------- | -------- | -------- | -------- | -------- | ------- | ------ | ----------- | ----------- |
| Kürtösi Zsolt | Hétpróba    | 7,10 |      | 7,11 m     |            | 13,79 m   |           | 2,04 m     |            | 8,25     |          | 4,80 m   |          | 2:44,88 |        | 5831        | 9.          |

### Női
| Versenyző  | Versenyszám | Előfutam | Előfutam | Előfutam | Elődöntő | Elődöntő | Elődöntő | Döntő   | Döntő    |
| Versenyző  | Versenyszám | Idő      | Hely.    | Össz.    | Idő      | Hely.    | Össz.    | Idő     | Helyezés |
| ---------- | ----------- | -------- | -------- | -------- | -------- | -------- | -------- | ------- | -------- |
| Barati Éva | 60 m        | 7,35     | 3.       | 16.      | kiesett  | kiesett  | kiesett  | kiesett | kiesett  |

| Versenyző   | Versenyszám | Selejtező | Selejtező | Döntő    | Döntő    |
| Versenyző   | Versenyszám | Eredmény  | Helyezés  | Eredmény | Helyezés |
| ----------- | ----------- | --------- | --------- | -------- | -------- |
| Vaszi Tünde | Távolugrás  | 6,26 m    | 12.       | 5,74 m   | 12.      |